# Бомбардування Герніки
Бомбардування Герніки (26 квітня 1937) — повітряне бомбардування баскського міста Герніка під час громадянської війни в Іспанії. Здійснили за наказом уряду Франсиска Франка його союзники: комендальський легіон німецького Люфтваффе та італійський авіаційний легіон; кодова назва — операція «Рюген». Місто використано як центр зв'язку фронтового тилу. Операція відкрила Франко шлях захоплення з Більбао та перемоги його військ на півночі Іспанії.

## Причини і здійснення
Місто Герніка — історичний і культурний центр Країни Басків. Там росте дерево, під яким колись проходили народні збори й навертали до присяги представників влади. 1937 року місто перебувало в руках республіканців, що вели оборону Більбао. У Герніці, крім приблизно 3700 місцевих жителів, перебували солдати республіканської армії. Існувала військова промисловість: три фабрики, серед них і з виробництва авіабомб. Крім того, в районі бомбардування містився стратегічно важливий міст. Таким чином, бомбардування було виправдане з військового погляду. З 16:30 до 18:45 кілька груп літаків (основною ударною силою були Junkers Ju 87 і Мессершмітт Bf 109) скинули 50- та 250-кілограмові бомби (і запальні бомби) на місто. Загальну кількість скинутих на місто бомб оцінили в 40 тонн. Окрім того, літаки знищували кулеметним вогнем солдатів республіканської армії (а також, як стверджують, цивільних осіб).

## Дискусії щодо жертв
Ця атака викликала суперечки, бо в ній мали місце бомбардування мирних жителів військово-повітряними силами. Кількість жертв все ще заперечується; уряд басків повідомив про те, що на той час 1654 людини загинули, тоді як місцеві історики визначили 126 жертв (пізніше автори дослідження переглянули число до 153). Британське джерело, яке використовує Коледж авіації, каже, що загинуло 400 мирних жителів. Радянські архіви зазначають 800 загиблих 1 травня 1937 року, але це число може не включати жертв, що пізніше померли від поранень у лікарнях або тіла яких виявлено в похованні у смітті.

## У мистецтві
Бомбардування є предметом відомої антивоєнної картини Пабло Пікассо на замовлення Іспанської Республіки. Цю подію також зобразив на дерев'яній дошці німецький художник Хайнц Ківіц, пізніше вбитий в боях у складі міжнародних бригад. Бомбардування шокувало й надихнуло багатьох інших художників, включаючи скульптуру Рене Іче, одну з перших електроакустичних творів Патріка Ашионе, музичну композицію Рене-Луї Барона та вірші Пола Елюарда («Перемога Герніки») та Уїс Кріге («Наган ван дер Фессісісіе Бомверперс» — переклад з африкаанс: «Ніч фашистських бомбардувальників»). Існує також короткометражний фільм 1950 року Ален Резнаїс «Герніка».